# Єжиковиці-Великі
Єжиковиці-Великі (пол. Jerzykowice Wielkie, нім. Großgeorgsdorf) — село в Польщі, у гміні Левін-Клодзький Клодзького повіту Нижньосілезького воєводства.
Населення — 95 осіб (2011).
У 1975-1998 роках село належало до Валбжиського воєводства.

## Демографія
Демографічна структура станом на 31 березня 2011 року:
|          | Загалом | Допрацездатний вік | Працездатний вік | Постпрацездатний вік |
| -------- | ------- | ------------------ | ---------------- | -------------------- |
| Чоловіки | 44      | 8                  | 32               | 4                    |
| Жінки    | 51      | 10                 | 26               | 15                   |
| Разом    | 95      | 18                 | 58               | 19                   |